# FC Eendracht Gent
FC Eendracht Gent was een Belgische voetbalclub uit Gent. De club sloot in 1905 aan bij de KBVB en had geen stamnummer, want die werden pas vanaf 1926 toegekend.
In 1913 verdween de club uit de KBVB.

## Geschiedenis
In zijn eerste twee seizoenen kwam FC Eendracht uit in Afdeling III Oost-Vlaanderen/Antwerpen en Afdeling III Vlaanderen, wat toen het derde voetbalniveau was.
Vanaf 1907-1908 trad de club aan in Afdeling II Vlaanderen, toen niveau twee in de voetbalhiërarchie.
In 1909-1910 was Afdeling II Vlaanderen het derde niveau geworden door de invoering van de nationale Bevordering.
De club beleefde een uitermate succesvol seizoen, men werd tweede na de B-ploeg van AA La Gantoise en omdat reserve-elftallen niet langer aan de nationale eindronde voor promotie naar Bevordering mochten deelnemen, mocht FC Eendracht naar de eindronde.
FC Eendracht rekende na een replay op het veld van Union Saint-Gilloise in de voorronde af met FC Bressoux, maar verloor in de halve finale in Mechelen van het Brusselse Scaring FC.
In 1910-1911 werd FC Eendracht opnieuw tweede in Afdeling II na een B-elftal, ditmaal dat van Racing Gent. FC Eendracht mocht daardoor opnieuw naar de eindronde, maar trok zich terug omdat de eindronde dat seizoen met heen-en terugwedstrijden werd betwist.
In de twee volgende seizoenen kon de club zich niet voor de eindronde plaatsen en in 1913 nam de club ontslag uit de KBVB.
In augustus 1916 zou opnieuw een FC Eendracht Gent bij de KBVB aansluiten.